# 北村悠貴
北村 悠貴（きたむら ゆうき、1994年3月29日 - ）は、日本の女子バスケットボール選手である。大阪府出身。ポジションはGF。バスケットボール女子日本リーグのトヨタ紡織サンシャインラビッツ所属。

## 来歴
大阪薫英女学院高校でインターハイ準優勝、大阪人間科学大学でもインカレ3位。
2016年、日立ハイテク クーガーズに加入。
2020年1月、女子日本代表候補に初選出される。
2022年オフ、シャンソンVマジックに移籍。
2023年2月22日、方向性の違いを理由にシャンソン化粧品を退団したことを発表。
2023年5月15日、6月1日付けで「トヨタ紡織サンシャインラビッツ」に移籍することを発表。

## 経歴
- 大阪薫英女学院高 - 大阪人間科学大 - 日立ハイテク（2016年〜2022年） - シャンソン化粧品（2022年〜2023年） - トヨタ紡織

## 日本代表歴
- 2012 U18アジアカップ
- 2013 U19ワールドカップ
- 2021 三井不動産カップ[5]